# Acomys dimidiatus
Acomys dimidiatus és una espècie de mamífer rosegador de la família dels múrids. Viu a altituds d'entre 300 i 1.200 msnm a Egipte, l'Iran, l'Iraq, Israel, Jordània, el Líban, Oman, el Pakistan, Palestina, l'Aràbia Saudita, Síria, els Emirats Àrabs Units i el Iemen. Ocupa diversos tipus d'hàbitats àrids o semiàrids. És una espècie en risc mínim, és a dir, no sembla que hi hagi cap amenaça significativa per a la seva supervivència.